# Accident de l'usine d'aluminium d'Ajka

trajet de la coulée de boue après la rupture de digue du 4 octobre 2010 et le département sur la carte de Hongrie

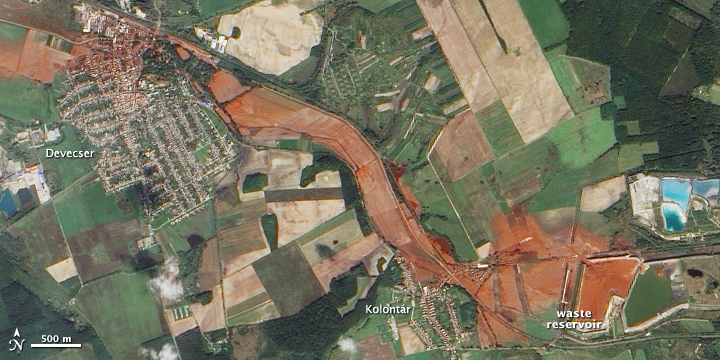
Image satellite du trajet de la coulée de boue du 4 octobre 2010

L’accident de l'usine d’aluminium d'Ajka est survenu à Ajka le 4 octobre 2010 en Hongrie. 
Il est dû à l'effondrement de la partie supérieure de l'angle Nord-Ouest de la digue d'un des bassins de stockage de déchets industriels de l'usine. Ce bassin couvre une surface d'environ 174,3 ha et mesure 600 m x 450 m à l'endroit le plus large. Il est cerné de hautes digues (plus de 30 mètres de haut). L'usine est autorisée à y stocker ses effluents industriels métallurgiques dits « boues rouges ». 
Il a brutalement libéré entre 700 000 m3 et près d'un million de mètres cubes de boues rouges très liquides, alcalines, toxiques et corrosives correspondant à la surface du dépôt sédimenté dans la décharge (qui contiendrait un total d'environ 30 millions de tonnes de boue sur ce seul site). 
Le torrent de boue a provoqué la mort de dix personnes et en a blessé cent cinquante autres. Il est à l'origine d'une pollution grave des sols et des eaux de surface.

## L'usine d'Ajka
L'usine (Ajkai Timföldgyár Zrt. ou MAL Magyar Alumínium Termelő és Kereskedelmi Rt.) est un vaste complexe industriel métallurgique qui couvre 236,56 ha . Elle est aujourd'hui propriété du trust hongrois Magyar Aluminium (ou Magyar Alumínium Termelő és Kereskedelmi Rt. dit MAL Zrt). 
Elle est située à 160 km à l'ouest de Budapest et à 40 km environ du lac Balaton (géolocalisation : X: 195 525, Y: 536 400).
Elle comprend plusieurs unités de production d'aluminium et est autorisée à produire annuellement 300 000 t d'alumine, 5,5 t de gallium (produit avec un procédé au mercure), 30 000 t de zéolite, 21 000 t d'alliage d'aluminium, et 3 500 t d'autres produits à base d'aluminium ou alumine. Elle dispose d'une capacité de stockage de 40 000 tonnes de bauxite.

### Histoire de l’usine
L'usine est fondée en 1942 pour valoriser les ressources en bauxite de la Hongrie, et surtout pour répondre aux besoins du troisième Reich et de la guerre, elle entame sa production le 20 novembre 1942, mais des difficultés d'approvisionnement liées à la guerre font qu'elle n'atteint pas sa capacité prévue de production. Elle ne produit qu'un peu plus de 1 000 tonnes d'hydrate d'alumine en 1942. Sa production progresse en 1943, mais en 1944, elle n'atteint que 40 % de l'objectif prévu. L'usine utilise le procédé Bayer de dissolution à chaud de l'alumine de la bauxite par de la soude caustique (NaOH)  pour produire de l'alumine (oxyde d’aluminium, de formule chimique Al2O3). Ce procédé génère de grandes quantités de boues et l'usine dispose de plusieurs vastes bassins entourés de digues pour stocker ses effluents.
Après 1944, et pendant la période communiste (de la république populaire de Hongrie), l'usine est une entreprise d'État, qui doit notamment répondre aux besoins croissants en aluminium de l'URSS.
En 1993, après la chute du régime communiste, elle est privatisée, c'est-à-dire rachetée à l'État par un groupe d'investisseurs privés considérés comme comptant parmi les 100 personnalités les plus riches de Hongrie. 
En 2010, elle emploie environ 1 100 personnes dont la plupart travaillent selon les 3x8, de manière que l'usine fonctionne en continu. L'usine est, et de loin, le premier employeur local.

## Pollutions induites par l’accident d’octobre 2010

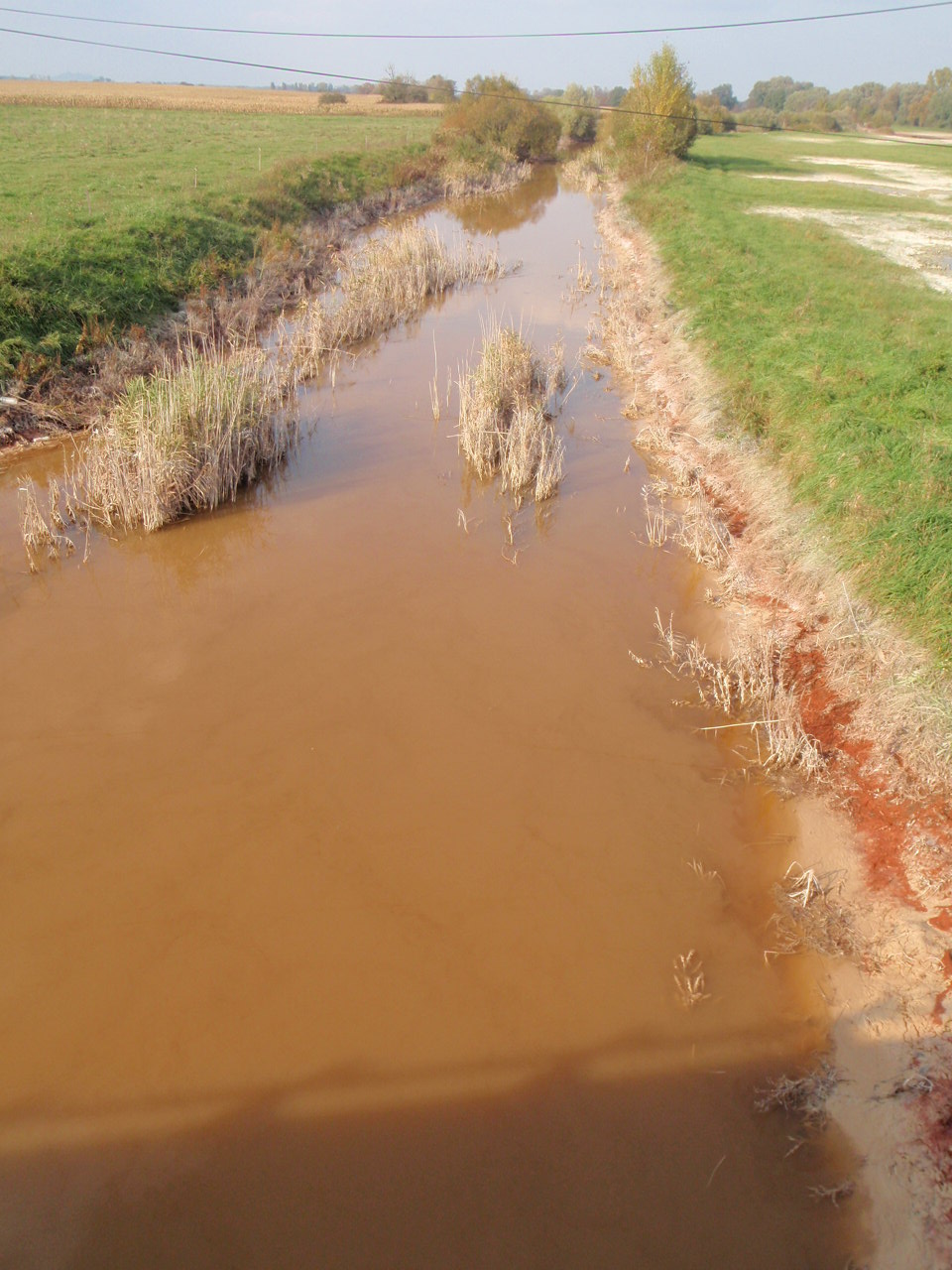
Rivière Marcal, une semaine après la catastrophe (et alors qu'il n'a, heureusement, pas plu)

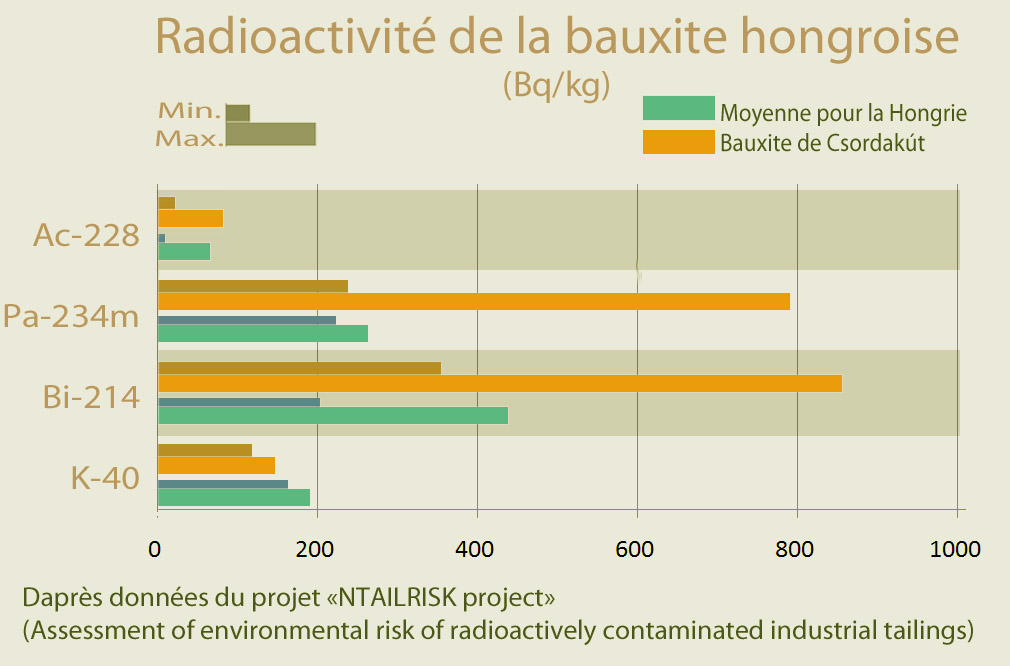
Radioactivité gamma de la bauxite hongroise courante, et de celle, naturellement plus élevée du gisement de Csordakút). Les 4 radionucléides dosés sont : Ac-228 (isotope naturel de l'actinium, produit de la chaîne de désintégration de l'uranium 235, très radioactif ; 150 fois plus que le radium); Pa-234m (un des isotopes du Protactinium) ; Bi-214 (Bismuth 214, radioactif, mais aussi toxique chimique) et K-40 (Potassium 40, bioassimilable via certaines plantes. Sa période radioactive est de 1,248 milliard d'années)

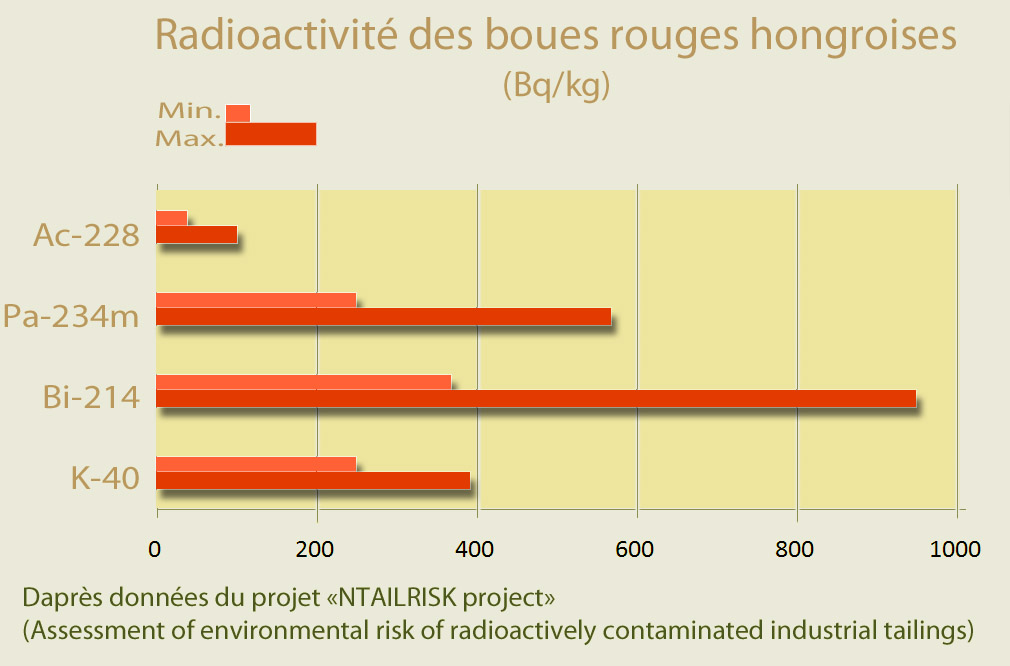
Radioactivité des boues rouges hongroises (minima et maxima), à la même échelle que ci-dessus, montrant que la boue rouge peut être plus radioactive que le minerai (les radionucléides y sont concentrés par le process industriel)

Des avis contradictoires ont été donnés par différents acteurs.  Il faudra des années voire plusieurs décennies ou plus pour préciser tous les effets immédiats et différés, locaux et globaux de cet accident.
Selon le site internet du groupe, les boues sont composées des produits listés ci-dessous (données affichées par l'industriel le 6 oct 2006), 
- 40 à 45 % d'oxyde de fer(III), probablement essentiellement sous la forme d'oxyde ferrique (Fe2O3). C'est lui qui donne cette couleur rouge à la boue ;
- 10 à 15 % d'alumine (Al2O3) ;
- 10 à 15 % de dioxyde de silicium (SiO2), lié au sodium ou sous forme de calcium-alumino-silicate ;
- 6 à 10 % de chaux vive (CaO, qui réagit avec l'eau pour donner de l'hydroxyde de calcium)  ;
- 4 à  5 % de dioxyde de titane (TiO2) ;
- 5 à  6 % d'oxyde de sodium (Na2O, qui réagit avec l'eau pour donner de l'hydroxyde de sodium).

Ce communiqué ne cite pas le pH extrêmement élevé de la boue (supérieur à 10, et atteignant 13 lundi, avant dilution et avant "l'inertage" qui a, selon les autorités, permis de faire descendre ce pH à 10 au niveau de l'arrivée des eaux polluées dans le Danube).
Ce communiqué ne cite pas non plus d’autres résidus provenant du minerai, dont certains métaux lourds et radionucléides. 
L'Académie hongroise des sciences, d'après les premières données dont elle disposait, a estimé que les taux de métaux relevés dans les échantillons prélevés le 5 octobre restent inférieurs aux taux considérés comme dangereux pour l'environnement.  
Au contraire, Greenpeace estime que les résultats de ses premiers prélèvements faits à Kolontár sont préoccupants. Ils ont montré des niveaux de chrome très préoccupants (660 mg/kg), de même que d'arsenic (110 mg/kg) et de mercure (1,2 mg/kg). 
Le gouvernement hongrois reconnaît que ces boues rouges ne contiennent pas de métaux lourds ou arsenic à des taux aussi élevés que ce qu'on peut trouver dans d'autres résidus métallurgiques (les plus polluants), mais ils sont néanmoins présents à environ sept fois le fond géochimique naturel de surface (qui serait l'équivalent théorique d'un sol moyen et normal, c'est-à-dire non pollué par les activités humaines). Ce type de déchet contient habituellement également des fluorures toxiques provenant du process électrochimique d'extraction de l'aluminium (la nature chimique de la boue rouge la rend capable de fixer les fluorures au point qu'on a pu expérimentalement l'utiliser pour dépolluer une eau de ses fluorures).  
Le ministère chargé de la sécurité civile affiche sur son site (consulté 2010/10/10) une analyse de boue rouge faite il y a plus de 20 ans (en 1987) par le ministère de la santé publique, pour un échantillon à 30 % de teneur en eau et à pH de 11,8 et à conductivité de 1075 µS/cm : il contenait selon l'analyse 0,11 % de carbone, 23 mg/kg de cuivre, 8,0 mg/kg de chrome, 29 mg/kg de nickel, 13 mg/kg de plomb, pas de cadmium, 11 mg/kg de zinc, 4,3 mg/kg d'arsenic. Le fluor était présent à raison de 19,5 mg/kg ; le diméthylsulfoxyde (DMSO) était assez présent pour être écotoxique (et on sait qu'il entraîne une plus grande absorption des toxines par les pores de la peau lorsqu'il est mis en contact avec celle-ci). Les fluorures métalliques sont extrêmement dangereux, mais les fluorures organiques sont généralement inoffensifs.

## Nature juridique des boues rouges?
Ces boues sont-elles un déchet inerte, un déchet toxique ou un déchet dangereux ?
Un communiqué de MAL  du 6 octobre affirmait que la boue rouge du réservoir no 10 est un déchet qui ne figure pas dans la liste des déchets toxiques dangereux (code EWC-010 309) du catalogue européen des déchets. 
Ce code 01 03 09 se rapporte effectivement en Europe aux « boues rouges » issues de la production d'alumine, mais à condition - précise clairement la commission européenne - qu'il s'agisse d'autres déchets « que les déchets mentionnés dans la rubrique 01 03 07 ». 

Or cette dernière rubrique (01 03 07) concerne « les autres déchets (issus de la production d'alumine ou d'aluminium), contenant des produits dangereux provenant des processus chimiques et physiques de traitement des minerais métallifères »,. Cette rubrique est marquée dans la directive d'un astérisque (*), ce qui signifie que ces déchets sont « des déchets dangereux au sens de la directive 91/689/CEE relative aux déchets dangereux et ils sont soumis aux dispositions de cette directive, sauf si l'article 1er, paragraphe 5, de ladite directive s'applique ». 
De plus, ceci n'est possible que si le bassin no 10 ne contenait pas de déchets répondant à la rubrique 10 03 « déchets de la pyrométallurgie de l'aluminium », soit des déchets d'anodes, scories provenant de la production primaire, déchets d'alumine, scories salées de production secondaire, crasses noires de production secondaire; écumes inflammables ou émettant, au contact de l'eau, des gaz inflammables en quantités dangereuses; écumes autres que celles visées à la rubrique 10 03 15, déchets goudronnés provenant de la fabrication des anodes, déchets carbonés provenant de la fabrication des anodes autres que ceux visés à la rubrique 10 03 17, poussières de filtration des fumées contenant des substances dangereuse, poussières de filtration des fumées autres que celles visées à la rubrique 10 03 19, autres fines et poussières (y compris fines de broyage de crasses) contenant des substances dangereuses, autres fines et poussières (y compris fines de broyage de crasses) autres que celles visées à la rubrique 10 03 21, déchets solides provenant de l'épuration des fumées contenant des substances dangereuses, déchets solides provenant de l'épuration des fumées autres que ceux visés à la rubrique 10 03 23, boues et gâteaux de filtration provenant de l'épuration des fumées contenant des substances dangereuses, boues et gâteaux de filtration provenant de l'épuration des fumées autres que ceux visés à la rubrique 10 03 25, déchets provenant de l'épuration des eaux de refroidissement contenant des hydrocarbures, déchets provenant de l'épuration des eaux de refroidissement autres que ceux visés à la rubrique 10 03 27, déchets provenant du traitement des scories salées et du traitement des crasses noires contenant des substances dangereuses, déchets provenant du traitement des scories salées et du traitement des crasses noires autres que ceux visés à la rubrique 10 03 29 et déchets non spécifiés ailleurs, dont plusieurs sont considérés comme déchets dangereux (accompagnés d'une astérisque dans la nomenclature harmonisée).
Le directeur de l'usine affirme en outre que les toxiques contenus dans la boue rouge ne sont pas solubles dans l'eau.

## Chronologie des évènements
- Lundi 4 octobre 2010, à 12 h 10, Le mur d’environ 30 m de haut qui forme l’angle nord du bassins de rétention no 10 de l'usine s'effondre. 
Le bassin de stockage de boues industrielles (le plus grand de Hongrie) laisse s'échapper un flot d'environ 700,000 m3 (soit moins que les 1,1 million de mètres cubes initialement annoncés[12] de boues rouges qui dévaste Kolontar, le village le plus proche, en submergeant une dizaine d'hectares. Des maisons et infrastructures sont également détruites ou très endommagées à Devecser et Somlóvásárhely. 
Sept villages seront touchés par les boues qui ont tué sept personnes dont une fillette de 14 mois, et qui en ont blessé  plus de 120 (bilan provisoire). Des brûlures chimiques de la peau et irritation ophtalmique affectent de nombreux blessés. Selon le maire de Devecser, 80-90 personnes ont dans cette commune été hospitalisées pour brûlures chimiques[13] 
La boue rouge perdue par le bassin est issue du traitement électrochimique de minerai de bauxite utilisé pour la production d'aluminium. 
Elle contient plusieurs métaux toxiques et elle est corrosive pour la peau, et comprend probablement des fluorures toxiques provenant du process électrochimique d'extraction de l'aluminium.

- Mardi 5 octobre :  les dommages sont estimés de 5 à 10 millions d'euros. C'est selon Zoltan Illés (secrétaire d'État hongrois à l'Environnement) la plus grande «  catastrophe écologique » qu'ait connue la Hongrie. 
Le gouvernement craint une pollution du Danube (via la rivière Torna qui se jette dans la rivière Marcal) laquelle se jette dans un affluent du Danube le Raab. 
La Hongrie déclare l'état d'urgence dans 3 départements de l'ouest de la Hongrie ; dans les comtés (ou comitats) de Veszprem, de Gyor-Moson-Sopron et de Vas). 
La police judiciaire et financière hongroise (Nemzeti Nyomozó Iroda ou Bureau national des investigations ou NNI, parfois qualifié de FBI dans le pays) entame une enquête sur l'accident. 
Ce jour 7 personnes sont portées disparues, 62 hospitalisés, et 8 toujours dans un état grave. 
Le directeur de l'usine n'ayant pas interrompu la production malgré la catastrophe, le gouvernement hongrois le lui ordonne[14]. L'entreprise affirme avoir respecté les règles de sécurité et être régulièrement inspectée. 
Les pompiers, aidés de volontaires d'une part nettoient les villages, et d'autre part posent des barrages et jettent de grandes quantités de plâtre dans la boue pour la rendre moins liquide et pour y inerter les toxiques[4]. Alors que les poissons commencent à mourir dans les cours d'eau, ce sont les  prélèvements faits par Greenpeace qui révèlent d'abord au public la présence de plomb, de chrome et d'arsenic ou de mercure[4]. L’ONG prélève régulièrement des échantillons pour les étudier, de même que les pays riverains du Danube dont la Serbie, la Croatie et la Roumanie. Un médecin à l'hôpital de Győr[15] où la plupart des blessés ont été transportés, a dit à la télévision hongroise, qu'il faudrait sans doute plusieurs jours pour réaliser à sa pleine mesure l'importance des brûlures constatées[16].

- Mercredi 6 octobre : Zoltan Bakonyi, le directeur de l'usine de MAL  annonce que l'entreprise prend à sa charge les coûts d'obsèques, mais demande aussi à pouvoir relancer la production pour permettre la survie de l'entreprise qui - selon lui - ne peut pas s’arrêter plus d’un mois sans perdre ses clients. 
Un communiqué de MAL (sur son site internet) reconnait la gravité de l'accident, décrit comme "la plus grande catastrophe" qu'ait connue la technologie Bayer à ce jour, mais l'entreprise affirme que la boue rouge du réservoir no 10 est un déchet qui ne figure pas dans la liste des déchets toxiques dangereux (code EWC-010 309) du catalogue européen associé à la directive européenne sur les déchets. 
Le groupe industriel MAL a affiché sur son site internet la composition - selon lui - de la boue (voir paragraphe consacré à cette question ci-dessus), mais en omettant de préciser le pH du produit et sa teneur en métaux lourds.

- Vendredi 8 octobre : une partie de la boue (en partie inertée, et en partie très diluée dans l'eau tout au long de son parcours depuis l'usine) atteint le Danube après avoir tué l'intégralité de la faune et de la flore de la rivière Marcal[17], la première touchée par cette marée de boue caustique d’un million de mètres cubes, et gravement pollué la Raab. Le pH ayant diminué (de 13 à 10) et en tenant compte du facteur de dilution dans le très grand volume d'eau du Danube, le gouvernement et de nombreux experts espèrent que les effets nocifs resteront limités. Le nombre de morts est porté à 7 (2 cadavres ont été retrouvés lors des travaux de nettoyage) et une personne est encore portée disparue. 
Le WWF estime que les inspecteurs ont été négligents car des traces de fuites de boues et de déstabilisation de la digue étaient visibles sur des photos aériennes faites par la compagnie Interspec Ltd[18]. (basée à Nicosia, Chypre et spécialisée dans les études de sécurité), en juin, plus de 3 mois avant que la digue ne cède[19].

- Samedi 9 au lundi 11 octobre : au matin, environ 800 résidents de Kolantar sont à nouveau évacués (vers Ajka dans des écoles et salles de sports) car de nouveaux dommages ont été détectés sur la digue nord[20]. Ils sont jugés relativement mineurs par le responsable de l’équipe de secours, mais justifiant une évacuation du village par précaution. Confirmant les craintes de la population et démentant un communiqué de l'entreprise, le Premier ministre Viktor Orban a estimé  «très probable»  un nouvel effondrement  du réservoir, qui libérerait alors une seconde vague d’effluents  chimiques (500,000 m3 si le bas de la digue était emporté) et toucherait à nouveau Kolantar.  Cette seconde vague serait alors plus épaisse et plus lente que la précédente, mais également plus toxique[20]. 
La police a  aussi demandé à chaque  habitants du village de Devecser (situé en aval du précédent)  d’avoir une valise prête, si une évacuation en urgence était nécessaire[20]. Les mesures faites sur la digue laissent penser qu'elle n'a pas bougé ces dernières heures. Le beau temps étant source de poussière, les travailleurs et habitants sont invités à porter un masque en permanence[21]

- Mardi 13 octobre : La presse annonce ou confirme que l'usine devrait redémarrer jeudi ou vendredi. 
Un communiqué[22] de l'OMS (Organisation mondiale de la santé) annonce une mission d'enquête.

## Solidarité face à la catastrophe

### Solidarité nationale
- Dans une lettre conjointe le président et le premier ministre hongrois ont demandé au peuple hongrois de solidairement aider les victimes de la catastrophe et le porte parole du Gouvernement a évalué que le montant du fonds alloué a dépassé les 200 millions de forint hongrois[23].

### Solidarité internationale
- Selon Viktor Orban (1er ministre hongrois), c'est la Bulgarie voisine qui a été le premier pays à proposer son aide en se disant notamment « prête à proposer des analystes de laboratoire et des experts pour rendre à nouveau possible la culture des sols » (Proposition de Boïko Borissov 1er ministre bulgare, cité par  Viktor Orban (1er ministre hongrois)[24].
- La France a exprimé sa tristesse, ses condoléances et a proposé le 6 oct, via d'étudier « avec attention les demandes d’assistance qui pourront être formulées par les autorités hongroises »[25].
- La Hongrie a sollicité l'aide de l'Union européenne et du mécanisme européen de protection civile (qui associait alors 30 états[réf. nécessaire][26], dans un système de coopération en cas de catastrophes. L'Europe devrait mettre à disposition  "trois à cinq experts" spécialistes de ce type de pollution, ainsi qu'en matière de décontamination et d'écotoxicologie. La pollution ne s'arrêtant pas aux frontières, la commissaire européenne à l'aide d'urgence (Kristalina Georgieva) a appelé « tous les États membres de l'Union européenne à répondre avec générosité à la demande de la Hongrie »[24].

## Évaluation des impacts écologiques

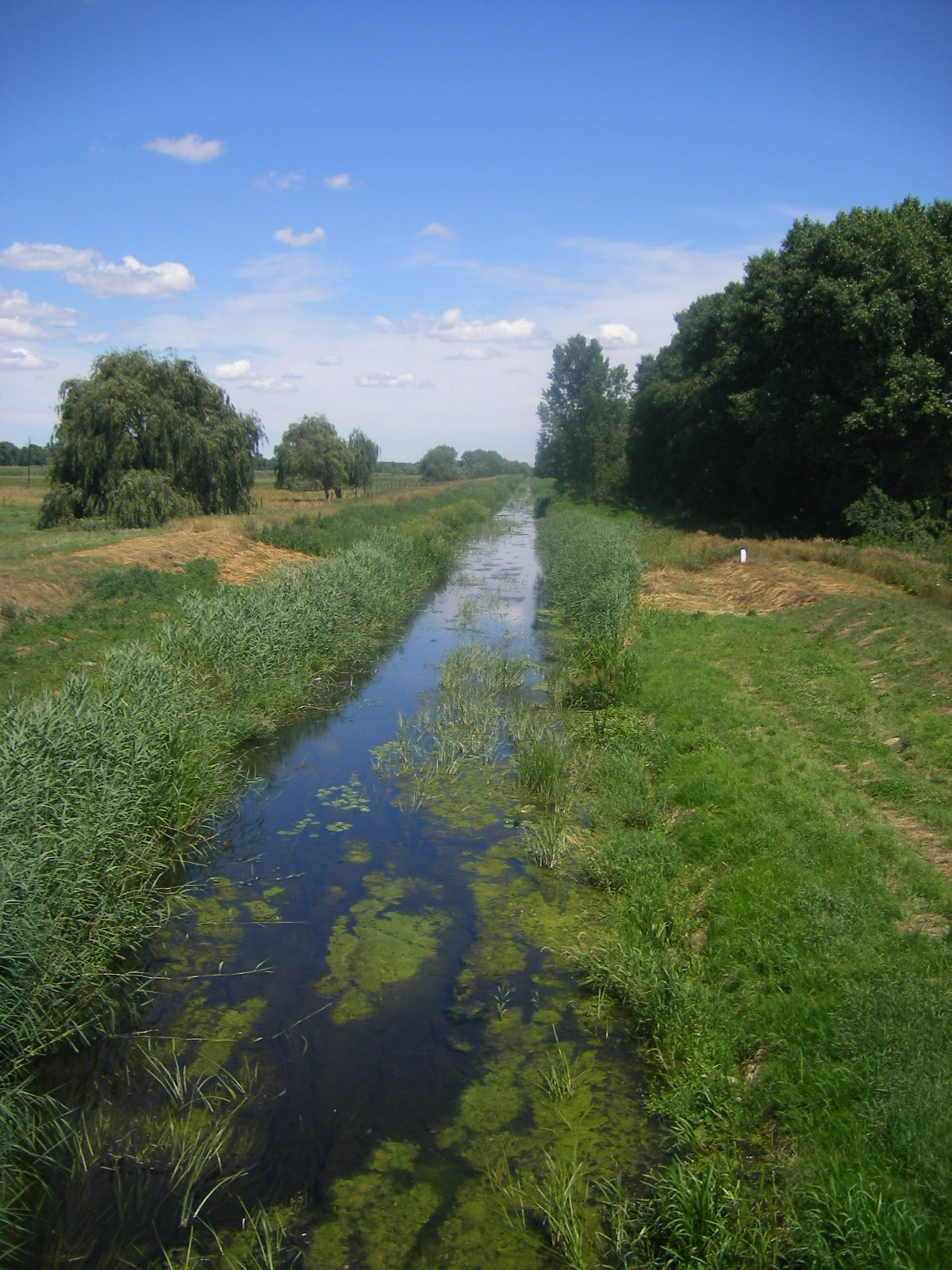
La rivière Marcal en 2009, avant qu'elle ne soit polluée par les boues rouges en octobre 2010

Les premiers efforts ont porté sur l’aide aux populations, le nettoyage et la mise en sécurité du site, mais dès le 5 octobre, un groupe d'experts en chimie, écologie et biologie a été missionné  par l'Académie hongroise des sciences, pour étudier la situation, avec la Direction générale de la prévention des catastrophes et divers experts, dont de l'Université de Veszprém (également dite Université de Pannonie), de l'Institut géologique de Hongrieet du centre de recherche en chimie (Chemical Research Center (ou RC) de l'Institut hongrois des matériaux et de la chimie de l'environnement. Les experts hongrois ont produit une première analyse et des recommandations sur la manière de localiser les pollutions, prévenir la propagation de la boue, suivre les eaux souterraines (via des analyses des puits creusés dans les villages) pour évaluer en la qualité de l'eau et l'éventuelle propagation verticale et horizontale de la pollution. Ils estiment que la tâche la plus urgente est la protection des terres agricoles où il faut neutraliser et/ou exporter les boues. 

Les impacts toxicologiques et écotoxiques sont encore difficiles à évaluer pour le moyen et long terme, tant pour les 40 km2 directement touchés que pour les écosystèmes indirectement affectés et pour les conséquences discrètes en chaine, jusqu'à l'aval du Danube en Mer Noire.
- Concernant l'eau. On manque de données pour évaluer d'éventuelles contaminations des nappes superficielles, ou localement (via des puits par exemple) de nappes plus profondes. De fortes pluies dans les mois suivant la catastrophe peuvent encore être source de relargage de métaux et de lixiviats très alcalins. Le caractère alcalin de la boue fait que les métaux toxiques y sont a priori moins biodisponibles. De manière générale, les métaux lourds sont en effet d'autant plus mobiles et toxiques qu'ils sont dans un substrat ou contexte acide. Les tonnes de plâtres jetées dans la boue par les pompiers peuvent également avoir quelques effets toxiques. Par chance, il n'a pas plu les jours qui ont suivi la catastrophe, ce qui facilite aussi la construction de la nouvelle digue de sécurisation[31].
- Concernant le caractère caustique et alcalin des polluants : Il n'a pu être que partiellement inerté par les pompiers. Le flux toxique a commencé à toucher un bras du Danube dans lequel se jette le Raab le 7 au matin. Le 8 octobre, au confluent du Raab et du Danube le pH atteignait encore 9,4 vers 10h, alors qu'il était à 9 plus tôt dans la matinée[32]. Selon Emil Janak, chargé localement de la gestion de l'eau et de l'environnement, le 9 octobre au matin, le niveau PH de la rivière Marcal s'est rapproché de la normale (il était à moins de 8,5). Plus en aval, après que ce bras du Danube s'est jeté dans le cours principal du fleuve, à Komarom (20 km en aval du confluent, et 80 km à l'ouest de la capitale) l'alcalinité de l'eau tombait à 8,4 pH puis à 8,04[32]. Le 9 octobre au soir, selon le Service des Eaux, le pH était tombé à 8,3 samedi dans la rivière Marcal, et à 8,37 dans la Raab, et il était de 8,24 dans le Danube[31]. 
Il y a consensus des experts sur le fait que la dilution rapide du CaO (oxyde de calcium) et du Na2O (oxyde de sodium) dans le courant rendra leur toxicité presque nulle pour le fleuve (toujours pour le caractère corrosif de ces boues rouges). Emil Janak qui dirige le Service des eaux pour la région de komarum estime que la pollution «n'aura probablement pas d'effet sur l'écosystème du Danube à partir de la ville de Komarom» et que «les poissons pêchés sont comestibles et les eaux des environs tout à fait potables»[32].
- Concernant la faune ; en dépit des propos rassurant des autorités, le 7 octobre, de premiers poissons morts étaient signalés dans la branche principale du Danube à la confluence de la Raab et du fleuve[32].

- Concernant les métaux lourds ; les incertitudes sur leur dosage, leur biodisponibilité (qui peut s'accroître quand le pH diminue) sont telles qu'il faudra attendre des études plus précises pour mesurer tous leurs impacts, sur le sol, l'écosystème des rivières et du fleuve, puis éventuellement de l'estuaire et de la mer où de nombreux organismes filtreurs ou planctoniques peuvent les  reconcentrer (bioconcentration). Les bactéries des sédiments peuvent aussi méthyler le mercure  et le rendre beaucoup plus biodisponible. Il s'accumule sous cette forme dans la chair des poissons, et non dans les reins et le foie comme le fait le mercure minéral. Leur toxicité peut s'exprimer durant de longues années, notamment dans et autour des lieux naturellement plus acides, ou là où des poches de concentration sont possibles. Les polluants étant plus concentrés dans le fond du bassin, la pollution laissée par le flux de boue peut aussi être géographiquement hétérogène. Seules des études écotoxicologiques de terrain pourront la préciser.

## Risque d'effet domino?
Quand, le 4 octobre 2010, la digue du bassin no 10 s'est rompue, ce ne sont qu'environ 5 % des boues qui y sont stockées qui se sont épandus vers l'aval (la partie superficielle et la plus liquide) ; 95 % de la boue rouge (soit probablement près de 30 millions de tonnes) reste dans le réservoir, menacé par une nouvelle rupture de digue. 500 000 nouveaux m3 de boues rouges pourraient alors s'épandre, craignent les autorités hongroises.  

Après qu'une fissure dans la digue se soit élargie de 7 cm dans la nuit du 8 au 9 octobre, les responsables locaux, sur les conseils de leurs experts, font construire en urgence d'une nouvelle digue de sécurisation du site, de 5 mètres de haut et 400 m de long en travers de la pente et en aval de l'usine et de ses bassins. Cette digue devrait couper le village de Kolantar en deux (la partie la plus basse étant sacrifiée) et protéger les habitations situées en aval. Sa construction a commencé le 9 octobre au soir, et devrait être achevée en 48 heures,.

Zoltan Illes craint que le réservoir voisin (100 000 m3 de liquide toxique et corrosif) ne soit à son tour déstabilisé par la décompression et les désordres observés dans la digue nord du bassin no 10. Il a ordonné le colmatage sous deux mois de la paroi effondrée (50 x  23 m) du réservoir no 10 sans doute par la voie des airs, ce qui est selon lui « sans précédent ». Par chance un anticyclone a protégé le pays des pluies les jours suivant la catastrophe, mais cet aléa météorologique risque de poser problème durant l'automne.

## Évaluations sanitaires
Après l'accident, et en attendant que la boue épandue soit mieux nettoyée (ou peu à peu emportée par les pluies), l'autorité sanitaire ANTSZ rappelle que le port de masques filtrants, lunettes de protection, bottes et gants de caoutchouc est indispensable sur les lieux de la catastrophe car « le degré de poussières dans l'air dépasse le niveau sanitaire ». 
Un communiqué (13 oct. 2010) de l'OMS (Organisation mondiale de la santé) annonce l'envoi d'une mission d'experts en Hongrie pour contribuer à évaluer les impacts sanitaires à long terme de l'accident, via l'eau et la nourriture en particulier, « qui pourraient contenir une plus grande quantité de métaux lourds ». L'OMS précise que "toutes les mesures sanitaires requises à ce stade" ont été prises par la Hongrie.

## Suite juridiques, financières et pénales
Un risque d'amende d'environ 70 millions d'euros, à payer par le groupe MAL  est évoqué par le 1er ministre dans les jours qui ont suivi l'accident. 

Le 10 octobre l'entreprise a affirmé vouloir dédommager « à proportion de sa responsabilité ». 

Le 11 octobre 2010, la police hongroise a saisi dans l'usine des documents relatifs aux bassins de stockage de boues rouges. Et le parlement hongrois a dans la nuit adopté en urgence une loi visant à renationaliser l’usine d'Ajka (336 voix pour, 1 contre et 13 abstentions), pour en reprendre le contrôle et mettre sous séquestre ses avoirs;  

ce même jour, György Bakondi (directeur des services de lutte contre les catastrophes) est provisoirement nommé commissaire du gouvernement, responsable de la gestion de l'entreprise MAL. Il a pour tâche d'établir la transparence dans les finances de l'entreprise, et d'élaborer un plan de redémarrage de la production et de maintien de l'emploi, en toute sécurité. Il disposera d'une équipe d'urgence pour notamment l'assister à prévenir le détournement des actifs financiers de l'entreprise, et pour trouver assez de fonds pour mettre en œuvre les dédommagements dus. 

La question des responsabilités est posée par la presse hongroise qui se demande si l’entreprise avait ou non connaissance depuis plusieurs semaines ou mois du fait que les parois du bassin no 10 donnait des signes de faiblesse (ce que confirmera plus tard la publication par la presse d'une photo aérienne datant de juin où des fuites et taches sont parfaitement visibles). Des témoignages émanant de cadres de l'usine laissent entendre que l'entreprise a effectivement pris des mesures pour colmater les fuites, mais que certains membres du personnel se montrant ouvertement préoccupé par les fuites avaient été menacées de licenciement. 
La police nationale a fait savoir sur son site Internet mardi 12 oct que Z. Bakonyi n'avait pas établi de mesures visant à développer des travaux de défense ni prévu de systèmes d'alarme permettant de se prémunir d'une telle catastrophe. 
Le journal hongrois Magyar Hírlap rappelle aussi que Árpád Bakonyi, le père de Z. Bakonyi, est l'un des trois investisseurs ayant acheté l'usine lors de sa privatisation, et qu'il a autrefois été directeur général de l'agence hongroise de privatisation, et de chef de l'usine d'État d'aluminium Hungalu. Selon le journal, des investisseurs privés ont ainsi pu prendre le contrôle du secteur hongrois de l'aluminium à relativement faible coût, en promettant de lutter contre la pollution de l'environnement qui s'étaient accumulée au fil des décennies.

## Incitations à réévaluer le risque et à vérifier d'autres installations industrielles ou décharges anciennes
Cet accident a ré-attiré l'attention sur la sécurité d’autres types de grands bassins de stockage de boues, aluminières, ou provenant d'autres sources que l'aluminerie.
- Dans le bassin du Danube, il existe au moins 150 sites industriels à risque, souvent vétustes ou devenus friches industrielles. Ils sont dispersés le long des 3 019 km du fleuve insiste la Commission internationale pour la protection du Danube (ICPDR), qui rappelle aussi que l'industrie et l'exploitation minière utilise 5,7 milliards de m3/an et qu'elle fournit de 31 à 42 % du PIB des pays riverains, et de 29 à 50 % des emplois". Ceci inclut de nombreux autres bassins industriels de décantation et stockage, parfois abandonnés ou réhabilités (par exemple recouverts de terre et de composts industriels puis revégétalisées ou mises en culture. 
En Hongrie, trois décharges aluminières du type de celle d’Ajka semblent poser le plus de risques, car proches de zones habitées et/ou du Danube[41],[42]). Les cartes et modélisations[43] des zones touchées en cas de rupture de digue laissent penser que d'autres catastrophes de ce type sont possibles, dont l'une toucherait directement et immédiatement le Danube.
- Dans d'autres pays, dont en France à Gardanne des usines ou bassins du même type existent aussi, parfois en zone de risque sismique. Ailleurs, des bassins de schlamms, cendres ou scories, ou de boues provenant d'autres sources métallurgiques que l'aluminerie sont souvent plus petites et moins hauts, mais également à risque en matière de toxicité par exemple à Auby (usine Umicore) dans le nord de la France. Des ONG internationales telles que le WWF et Greenpeace suggèrent des inspections plus détaillées et plus régulières des digues et des mesures de sécurité et secours prévues en cas de rupture soit effectuée.